# Pyongan del Sud
Pyongan del Sud en coreà: 평안남도) és una província de Corea del Nord. La província es va formar l'any 1896 a partir de la divisió de l'antiga província Pyongan de Corea.  La capital és Pyongsong.

## Població i territori
Segons el cens de l'any 2005 Pyongan del Sud té una població de 4,051,696 habitants en una superfície de12,330 quilòmetres quadrats. La densitat poblacional és de 328,6 habitants per quilòmetre quadrat.

## Divisions administratives
P'iŏngan del Sud està dividit en:
- 1 ciutat especial (Tŭkpyŏlsi); 5 ciutats (Si); 19 comtats (Kun); i 3 districtes (1 Ku i 2 Chigu).

### Ciutats
- Ciutat especial de Nampo (남포특별시 creada en 2010)
- Pyongsong (평성시; la capital provincial, establerta al desembre de 1969)
- Anju-si (안주시; establerta a l'agost de 1987)
- Kaechon (개천시; establerta a l'agost de 1990)
- Sunchon (순천시; establerta a l'octubre de 1983)
- Tokchon (덕천시; establerta al juny de 1986)

### Comtats
- Chungsan (증산군)
- Hoechang (회창군)
- Maengsan (맹산군)
- Mundok (문덕군)
- Nyongwon (녕원군})
- Pukchang (북창군)
- Pyongwon (평원군)
- Sinyang (신양군)
- Songchon (성천군)
- Sukchon (숙천군)
- Taehung (대흥군)
- Taedong (대동군)
- Unsan (은산군)
- Yangdok (양덕군)

### Districtes
- Chongnam (청남구)
- Tukchang (득장지구)
- Ungok (운곡지구)

Els següents comtats de Pyongan del Sud van ser fusionats amb Nampo en 2004, i avui són administrats com a part d'aquesta ciutat:
- Chollima (천리마군)
- Kangso (강서군)
- Ryonggang (룡강군)
- Taean (대안군)

En 2010, el comtat de Onchon (온천군) va ser fusionat amb Nampo.